# Santiago Carrillo
Santiago José Carrillo Solares (Gijón, 18 gennaio 1915 – Madrid, 18 settembre 2012) è stato un politico e scrittore spagnolo, segretario del Partito Comunista di Spagna (PCE) dal 1960 al 1982.

## Biografia
Figlio dell'importante dirigente socialista Wenceslao Carrillo, si iscrisse all'organizzazione giovanile del Partito Socialista Operaio Spagnolo (PSOE) a soli tredici anni e nel 1934 ne divenne segretario generale. Nel 1936 favorì la fusione tra la Gioventù socialista e quella comunista, dando vita alle Juventudes Socialistas Unificadas (JSU, Gioventù socialiste unificate) di ispirazione marxista, e per esserne un membro dirigente esigette come condizione sine qua non di non appartenere alla Massoneria. 
Ateo fin da bambino, durante la guerra civile spagnola aderì al Partito comunista spagnolo (PCE, in lingua madre "Partido comunista de España") e fu molto attivo nella lotta contro l'alzamiento dei generali guidati da Mola e Franco.
La sua partecipazione alla “Matanza de Paracuellos”, serie di uccisioni di massa di civili e prigionieri di guerra da parte della fazione repubblicana durante l'assedio di Madrid, nelle prime fasi della guerra civile, rimane un episodio che getta su di lui una luce fosca, sebbene si fosse in un periodo terribile. 
Al termine del conflitto i vincitori franchisti lo costrinsero a lasciare il paese, e a vivere in esilio in diverse nazioni, tra cui la Francia e l'Unione Sovietica. In totale Santiago Carrillo spese circa 38 anni della sua vita in esilio forzato.
Nel 1960 fu nominato segretario nazionale del PCE in sostituzione della Pasionaria Dolores Ibárruri. In questa veste egli allentò l'ideologia marxista-leninista del movimento e soprattutto rigettò lo stalinismo: quando nel 1968, durante la cosiddetta Primavera di Praga, l'URSS invase la Cecoslovacchia, Carrillo prese le distanze dalla politica di Mosca.
Dopo la morte di Francisco Franco fece segretamente ritorno in Spagna (1977). Seppur saldamente ancorato alla classe operaia, Carrillo rifiutò ogni strategia rivoluzionaria ed insieme al leader del Partito Comunista Italiano Enrico Berlinguer e al segretario del Partito Comunista Francese Georges Marchais aderì all'eurocomunismo. I tre politici si incontrarono a Madrid il 2 marzo 1977, in un convegno che confermò tale scelta. La scelta democratica di Carrillo contribuì al ritorno della Spagna verso la democrazia.
Il 9 aprile 1977 il PCE tornò a essere legale: poco dopo, Carrillo fu eletto deputato alle Cortes Generales (il parlamento spagnolo), a cui fu rieletto anche nel 1979, anno in cui il suo partito ottenne il 10,9% dei voti. Dopo la grave sconfitta elettorale del 1982, in cui il PCE raccolse solo il 4% dei consensi e quattro seggi (di cui uno da lui occupato), Carrillo preferì dimettersi dall'incarico di segretario nazionale, lasciando il posto a Gerardo Iglesias.
La sua azione politica moderata e riformista agevolò il processo di democratizzazione del paese dopo il franchismo. Accusato di "eccessivo moderatismo", il 15 aprile 1985 fu espulso dal PCE. Nello stesso anno fondò il Partito dei lavoratori, che però, dopo un minuscolo risultato elettorale alle elezioni del 1986 e del 1989, confluì all'interno del PSOE (1991). Carrillo fu invitato da José Luis Rodríguez Zapatero ad aderire al PSOE, ma dopo tanti anni di militanza comunista gli parve una scelta incoerente, e per questo rifiutò.
Un aneddoto particolarmente celebre della sua biografia riguarda il tentativo di colpo di Stato operato da un gruppo di militari il 23 febbraio 1981: durante l'occupazione del parlamento da parte dei golpisti, Carrillo rimase in piedi impassibile, si sedette e si accese un sigaro, come d'altra parte fece il capo del governo Adolfo Suárez González, guida della transizione. L'amicizia e il reciproco riconoscimento tra due persone tanto diverse (un militante clandestino comunista e un ministro franchista) è uno dei tanti paradossi della transizione spagnola alla democrazia.
È scomparso nel 2012 all'età di 97 anni.

## Opere
Nel corso della sua lunga militanza politica, Carrillo ha sempre scritto dei libri, frutto in genere della sua esperienza di leader politico. Ecco la sua bibliografia completa in lingua madre:
- "Adónde va el Partido Socialista? (Prieto contra los socialistas del interior)" (1959)
- "Después de Franco, ¿qué?" (1965)
- "Problems of Socialism Today" (1970)
- "Eurocomunismo y Estado" (1977)
- "El año de la Constitución" (1978)
- "Memoria de la transición: la vida política española y el PCE" (1983)
- "Problemas de la transición: las condiciones de la revolución socialista" (1985)
- "El año de la peluca" (1987)
- "Problemas del Partido: el centralismo democrático" (1988)
- "Memorias" (1993)
- "La gran transición: ¿cómo reconstruir la izquierda?" (1995)
- "Un joven del 36" (1996)
- "Juez y parte: 15 retratos españoles" (1998)
- "La Segunda República: recuerdos y reflexiones" (1999)
- "¿Ha muerto el comunismo?: ayer y hoy de un movimiento clave para entender la convulsa historia del siglo XX" (2000)
- "La memoria en retazos: recuerdos de nuestra historia más reciente" (2004)